# Beberibe (kommun)
Beberibe är en kommun i Brasilien.   Den ligger i delstaten Ceará, i den östra delen av landet, 1 700 km nordost om huvudstaden Brasília. Antalet invånare är 49 334.
Följande samhällen finns i Beberibe:
- Beberibe

Omgivningarna runt Beberibe är huvudsakligen savann. Runt Beberibe är det glesbefolkat, med 12 invånare per kvadratkilometer.